# Ceriana obscura
Ceriana obscura är en tvåvingeart som först beskrevs av Enrico Adelelmo Brunetti 1907.  Ceriana obscura ingår i släktet griffelblomflugor, och familjen blomflugor. Inga underarter finns listade i Catalogue of Life.